# Lal-lo
Lal-lo è una municipalità di seconda classe delle Filippine, situata nella Provincia di Cagayan, nella Regione della Valle di Cagayan.
Lal-lo è formata da 35 baranggay:
- Abagao
- Alaguia
- Bagumbayan
- Bangag
- Bical
- Bicud
- Binag
- Cabayabasan (Capacuan)
- Cagoran
- Cambong
- Catayauan
- Catugan
- Centro (Pob.)
- Cullit
- Dagupan
- Dalaya
- Fabrica
- Fusina

- Jurisdiction
- Lalafugan
- Logac
- Magallungon (Sta. Teresa)
- Magapit
- Malanao
- Maxingal
- Naguilian
- Paranum
- Rosario
- San Antonio (Lafu)
- San Jose
- San Juan
- San Lorenzo
- San Mariano
- Santa Maria
- Tucalana

## Storia
All'epoca della colonia spagnola, Lal-lo ebbe il nome di Nueva Segovia e fu sede della diocesi di Nueva Segovia. Nel 1758 la sede vescovile fu trasferita a Vigan, nella provincia di Ilocos Sur.